# Maiakawanakaulani Roos
Pour les articles homonymes, voir Roos.

a Compétitions nationales et continentales officielles uniquement.

b Matchs officiels uniquement.
Dernière mise à jour le 27 octobre 2024.
Maiakawanakaulani Roos, née le 27 juillet 2001 dans l'Utah (États-Unis), est une joueuse internationale néo-zélandaise de rugby à XV évoluant au poste de deuxième ligne. Elle joue avec la franchise des Blues en Super Rugby Aupiki.

## Biographie
Maiakawanakaulani Roos naît le 27 juillet 2001 dans l'Utah aux États-Unis. Son prénom complet signifie « guerrière dont la lumière descend des cieux ». Elle a sept ans quand ses parents émigrent vers la Nouvelle-Zélande. Elle grandit à Glenn Innes et commence le rugby à XV au collège, dans des équipes mixtes. Mais c'est au lycée qu'elle se consacre pleinement à la discipline : elle choisit le Tamaki College car il y a une section féminine entrainée par Doris Taufateau (en), internationale et championne du monde 2010.
Elle n'a que dix-huit ans et est toujours lycéenne quand elle fait ses débuts en première division avec le Auckland Storm.
En 2021, elle est appelée au sein des Blues pour le premier match de leur histoire, contre les Chiefs Manawa à l'Eden Park. En fin d'année, elle connait sa première sélection avec les Black Ferns, au cours d'une tournée en Angleterre et en France désastreuse (quatre défaites en quatre matchs) mais où ses performances individuelles sont remarquées.
En 2022, elle est mise sous contrat par les Blues pour disputer la première saison du Super Rugby Aupiki. Elle est ensuite convoquée pour la Pacific Four Series. À cette occasion, elle marque son premier essai international contre le Canada. Elle compte sept sélections en équipe nationale quand elle est retenue en septembre 2022 pour disputer la Coupe du monde organisée en Nouvelle-Zélande, et remportée par les Black Ferns.
Au mois de juillet 2023, elle dispute à nouveau la Pacific Four Series, et obtient même le capitanat lors du dernier match contre les États-Unis. Elle devient ainsi la plus jeune capitaine de l'histoire des Black Ferns. À l'automne elle participe, toujours dans son pays, au WXV.
En 2024, elle remporte le Super Rugby Aupiki avec les Blues dont elle est co-capitaine avec Ruahei Demant. Elle est ensuite sélectionnée pour la Pacific Four Series remportée par les Canadiennes, puis le WXV qui voit la victoire des Anglaises.

## Palmarès

### En province
- Vainqueur de la Farah Palmer Cup en 2023.
- Vainqueur du Super Rugby Aupiki en 2024 et 2025.

### En équipe nationale
- Vainqueur de la Coupe du monde en 2021.
- Vainqueur de la Pacific Four Series en 2022, 2023 et 2025.